# Margus Tsahkna
Margus Tsahkna, né le 13 avril 1977 à Tartu, est un homme politique estonien, membre de l'Union de la patrie et Res Publica (IRL) puis d'Estonie 200.

## Biographie
Margus Tsahkna est président de l'Union de la patrie et Res Publica (IRL) de 2015 à 2017. Il est nommé ministre de la Protection sociale dans le gouvernement Rõivas II le 6 juin 2015, avant de devenir ministre de la Défense le 23 novembre 2016 dans le gouvernement Ratas I, fonction qu'il conserve jusqu'au 12 juin 2017. Il est ensuite nommé ministre des Affaires étrangères en avril 2023 au sein du gouvernement Kallas III, poste qu'il conserve au sein du gouvernement Michal.